# Gripas
Gripas (em grego: Γρίπας; romaniz.: Grípas) foi um oficial gótico do século VI, ativo durante o reinado do rei Teodato (r. 534–536). Em 536, ele e Asinário lideraram um exército na Dalmácia, onde derrotaram e mataram o general Maurício, próximo de Salona, porém foram repelidos por seu pai, Mundo. Depois, liderou outro exército na Dalmácia e tomou Salona. Temendo um cerco, retirou-se com a aproximação de Constanciano numa planície próxima. Quando os bizantinos ocuparam Salona, ele retornou com seu exército para Ravena.